# Сабула
Сабула (в переводе с хак. «Пихтовая») — река в России, протекает по Орджоникидзевскому району Хакасии. Левый приток реки Сарала.
Длина реки Сабула составляет 22 км.
Протекает в пределах крутосклонного среднерасчлененного низкогорья, через сосново-лиственничные и осиново-берёзовые леса. Берёт начало у подножья вершины низкогорного массива, на высоте 800 м над уровнем моря. Горная речка (падение 300 м, уклон 15 м/км). Впадает в реку Сарала в её нижнем течении в 2 км от устья. Притоки Сабулы: Грязный, Муравьиный (правые) и Макаркин (левый). В сть находится село Сарала.